# Rose Macaulay

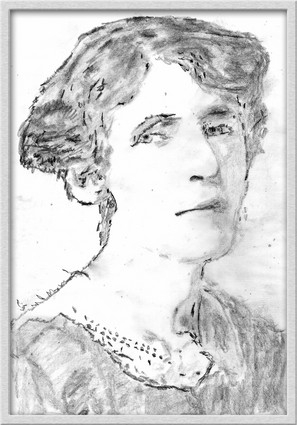
Rose Macaulay

Dame Emilie Rose Macaulay, DBE (* 1. August 1881 in Rugby, Warwickshire, England; † 30. Oktober 1958 in London), auch als Emilie bekannt geworden, war eine britische Schriftstellerin. Sie veröffentlichte 35 Bücher, in der Hauptsache Romane, daneben aber auch Biographien und Reiseliteratur.

## Leben
Macaulay besuchte die Oxford High School for Girls und studierte anschließend Neuere Geschichte am Somerville College der Universität Oxford.
Ihren ersten Roman, Abbots Verney (1906), schrieb sie unmittelbar nach Ende ihres Studiums, während sie noch bei ihren Eltern in Ty Isaf bei Aberystwyth in Wales lebte. Zu ihren späteren Werken gehören u. a. The Lee Shore (1912), Potterism (1920), Dangerous Ages (1921), Told by an Idiot (1923), And No Man's Wit (1940), The World My Wilderness (1950) sowie ihr letztes und bekanntestes Buch, The Towers of Trebizond (1956 – Deutsch: Tante Dot, das Kamel und ich, erschienen 1958). Zu ihren nicht belletristischen Werken gehören They Went to Portugal, Catchwords and Claptrap, eine Biographie von John Milton sowie Pleasure of Ruins (Deutsch: Zauber der Vergänglichkeit 1966). Insgesamt nur zwei ihrer Werke wurden bisher ins Deutsche übersetzt.
Während des Ersten Weltkriegs arbeitete Macaulay zunächst als Hilfsschwester im Sanitätsdienst, danach in der Propagandaabteilung des Außenministeriums und zuletzt im Verteidigungsministerium. Zwischen 1918 und seinem Tod im Jahre 1942 unterhielt sie eine Liebesbeziehung mit dem Schriftsteller und früheren Jesuiten Gerald O’Donovan. Zwischen den Kriegen unterstützte sie aktiv die britische Friedensbewegung Peace Pledge Union. Ihre Londoner Etagenwohnung wurde während der als The Blitz bezeichneten Folge von deutschen Luftangriffen zwischen September 1940 und Mai 1941 vollständig zerstört, so dass sie auch materiell praktisch wieder bei null anfangen musste, Erfahrungen die sie in der teilweise autobiographischen Kurzgeschichte Miss Anstruther's Letters (1942) auch literarisch verarbeitete.
The Towers of Trebizond, ihr letzter und bekanntester Roman, gilt Kritikern und Literaturwissenschaftlern heute als ihr Meisterwerk. Stark autobiographisch geprägt und zugleich ungeheuer komisch und zutiefst melancholisch, beschreibt der Roman die Anziehungskraft des christlichen Mystizismus und den unauflöslichen Konflikt zwischen ehebrecherischer Liebe einerseits und den Forderungen der christlichen Morallehre andererseits. Das Werk wurde im Jahr 1956 gleich nach seinem Erscheinen mit dem James Tait Black Memorial Prize ausgezeichnet.
Kritiker haben Macaulay als eine der ganz wenigen, bedeutenden britischen Romanciers des 20. Jahrhunderts bezeichnet, die sich in ihren Schriften zum eigenen Christsein bekennt und konsequent christliche Themen verarbeitet. Rose Macaulay war allerdings nach eigenem Bekenntnis nie einfach nur christgläubig, und ihr Werk zeigt in der Tat einen sehr komplexen, dem Mystischen zuneigenden Gottbezug. Lange Zeit war sie vor allem kein Mitglied der anglikanischen Kirche, der sie aber 1953 wieder beitrat. Obwohl auch vorher religiöse Themen ihr Werk entscheidend beeinflussen, findet sich durchaus wiederholt eine kritisch-sarkastische Einstellung zum Christentum der Amtskirche, so z. B. in Going Abroad und The World My Wilderness.
Rose Macaulay wurde 1958, kurz vor ihrem Tode im Alter von 77 Jahren, von Königin Elisabeth II. zur Dame of the British Empire (DBE) geadelt.

## Bekannte Zitate
- Aus The Towers of Trebizond:

"Adultery is a meanness and a stealing, a taking away from someone what should be theirs, a great selfishness, and surrounded and guarded by lies lest it should be found out. And out of meanness and selfishness and lying flow love and joy and peace beyond anything that can be imagined."

- Erster Satz von The Towers of Trebizond:

"Take my camel, dear," said my Aunt Dot, as she climbed down from this animal on her return from High Mass.

- Aus Staying with Relations:

"Is rabbit fur disgusting because it’s cheap, or is it cheap because it’s disgusting?"

## Bibliografie
Romane
- Abbots Verney (1906)
- The Furnace (1907)
- The Secret River (1909)
- The Valley Captives (1911)
- Views and Vagabonds (1912) John Murray
- The Lee Shore (1913) Hodder & Stoughton
- The Two Blind Countries (1914) Sidgwick & Jackson
- Non-Combatants and Others (1916) Hodder & Stoughton
- What Not: A Prophetic Comedy (1918)
  - Deutsch: Was nicht alles. Eine prophetische Komödie. Übersetzt von Josefine Haubold. AvivA, Berlin, 2022, ISBN 978-3-949302-07-7.
- Three Days (1919) Constable
- Potterism (1920) US-Ausgabe Boni and Liveright
- Dangerous Ages (1921) US-Ausgabe Boni and Liveright
  - Deutsch: Ein unerhörtes Alter. Roman. Übersetzt von Irma Wehrli. DuMont, Köln, 2020, ISBN 978-3-8321-8109-3.
- Mystery At Geneva: An Improbable Tale of Singular Happenings (1922) William Collins Sons & Co. Ltd; US-Ausgabe Boni and Liveright
- Told by an Idiot (1923)
- Orphan Island (1924) William Collins Sons & Co. Ltd; US-Ausgabe Boni and Liveright
- Crewe Train (1926)
- Keeping Up Appearances (1928) William Collins Sons & Co. Ltd
- Staying with Relations (1930)
- They Were Defeated (1932)
- Going Abroad (1934)
- I Would Be Private (1937)
- And No Man's Wit (1940)
- The World My Wilderness (1950) William Collins Sons & Co. Ltd
- The Towers of Trebizond (1956) William Collins Sons & Co. Ltd
  - Deutsch: Tante Dot, das Kamel und ich. Claasen, Hamburg, 1958.

Sachliteratur
- A Casual Commentary (1925)
- Some Religious Elements in English Literature (1931)
- Milton (1934)
- Personal Pleasures (1935)
- The Minor Pleasures of Life (1936)
- An Open Letter (1937)
- The Writings of E.M. Forster (1938)
- Life Among the English (1942)
- Southey in Portugal (1945)
- They Went to Portugal (1946)
- Evelyn Waugh (1946)
- Fabled Shore: From the Pyrenees to Portugal By Road (1949)
- Pleasure of Ruins (1953)
  - Deutsch: Zauber der Vergänglichkeit. Droemer Knaur, 1966.
- Coming to London (1957)
- Letters to a Friend 1950–52 (1961)
- Last letters to a friend 1952-1958 (1962)
- Letters to a Sister (1964)
- They Went to Portugal Too (1990) (Der zweite Teil von They Went to Portugal, der 1946 aufgrund von Papierknappheit nach dem Krieg nicht mit veröffentlicht wurde.)